# Identikit Zero
per non morire qui! La favola mia dimmi che non finì!
Io ancora il jolly, qualunque sarà la tua idea
fra i manichini, su quei marciapiedi ancora ti aspetterò
io qui!»
(dall'inedito "Io qui")
Identikit Zero è il dodicesimo album in studio di Renato Zero, pubblicato nel 1984. L'album è stato promosso durante l'Identikit Tour.

## Descrizione
In seguito all'insuccesso di Leoni si nasce, Zero tentò il rilancio pubblicando una raccolta di successi del passato, per l'esattezza si tratta di una serie di remake, completamente riarrangiati, insieme a due inediti, La gente come noi e Io qui (nel cui testo Renato concatena alcuni titoli di sue canzoni), il tutto incorniciato da una "Introduzione" e un "Finale" parlati (come già in Leoni si nasce e alla stregua dei suoi spettacoli dal vivo). L'operazione non ottenne però il successo sperato e per la prima volta dopo otto anni un disco di Renato Zero non raggiunse la Top 10. I brani - più che grandi successi, tranne Mi vendo e Marciapiedi, si tratta per lo più dei pezzi più significativi - sono tratti tutti da quelli che all'epoca costituivano i 6 album più recenti (e più conosciuti) di Renato: Zerofobia del 1977, Zerolandia del 1978, EroZero del 1979, Tregua del 1980, Artide Antartide del 1981 e Via Tagliamento 1965/1970 del 1982. Il titolo dell'album deriva dal brano che segue l'"Introduzione", "Io uguale io" («Io voglio un identikit/carta e matita, presto, io sono qui»), l'unico pezzo non inedito di cui viene riprodotto il testo nello scarno libretto interno e a cui si fa spesso riferimento come a "Identikit" (la versione originale, contenuta in Zerolandia, occupa un posto di rilievo nel film/commedia musicale del 1979, Ciao nì).
Il 19 aprile 2019, l'album è stato pubblicato, in versione rimasterizzata, su tutte le piattaforme digitali ed è stato ristampato in versione CD per la collana Mille e uno Zero, edita con TV Sorrisi e Canzoni.

## Orchestra
Nell'album, suona un'orchestra «a contratto» (probabilmente con i turnisti della RCA), diretta dal maestro Renato Serio. Inoltre l'album è stato registrato "dal vivo" anziché sovrapporre, come quasi sempre accade oggi, il suono e la voce.

## Tracce
1. Introduzione - 1:17
2. Io uguale io - 3:09
3. Marciapiedi - 3:51
4. Sogni di latta - 4:12
5. Niente - 4:05
6. La tua idea - 3:09
7. Mi vendo - 3:23
8. Arrendermi mai - 3:58
9. La gente come noi [inedito] - (RenatoZero/Baldan-RenatoZero) - 4:54
10. Guai - 3:37
11. Padre nostro - 3:58
12. Fermati - 2:48
13. Periferia - 3:51
14. Resisti - 3:51
15. Io qui [inedito] - (RenatoZero/Caviri-RenatoZero) - 4:54
16. Finale - 1:52

## Classifiche

### Classifiche settimanali
| Classifica (1984) | Posizione massima |
| ----------------- | ----------------- |
| Italia            | 15                |

### Classifiche di fine anno
| Classifica (1985) | Posizione |
| ----------------- | --------- |
| Italia            | 85        |